# Dérailleur

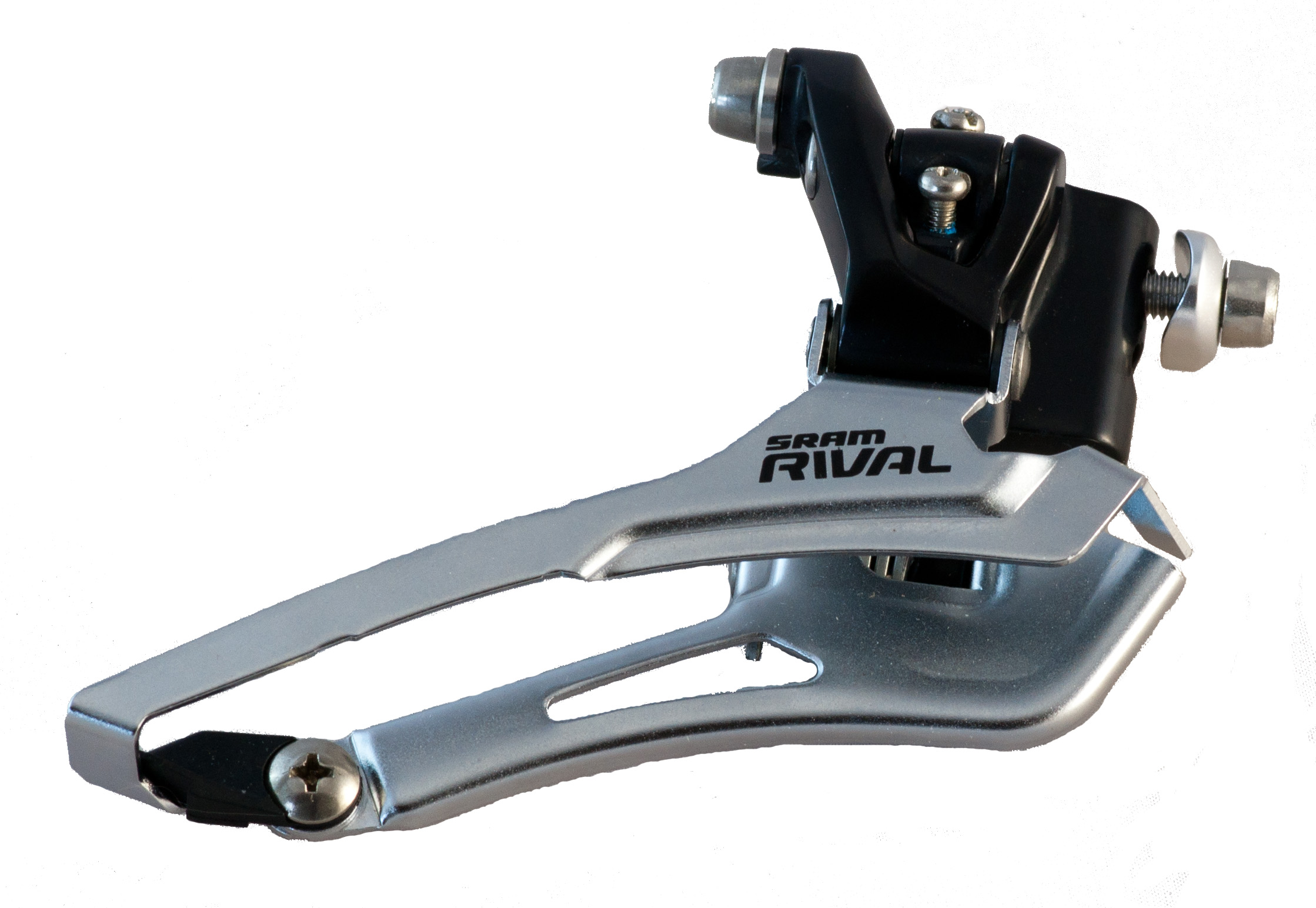
SRAM Rival dérailleur avant

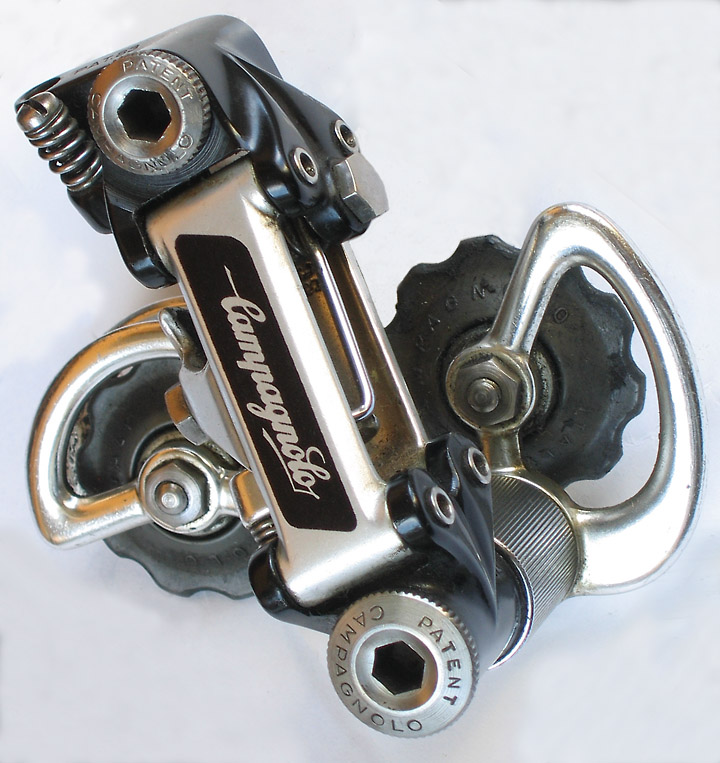
Campagnolo Super Record dérailleur arrière (1983)

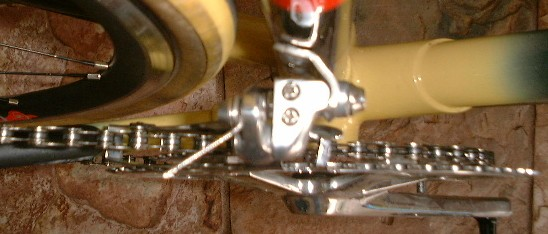
Réglage du dérailleur grâce aux deux vis de butée

Un dérailleur est une pièce de vélo qui permet le déplacement de la chaîne sur les pignons ou les plateaux pour changer de vitesse, et donc de développement, par démultiplication ou multiplication. 
La fonction du dérailleur est similaire au sélecteur dans une boîte de vitesses automobile : faire passer l'arbre moteur (ici la chaîne) d'un rapport à un autre.
Le dérailleur arrière déplace la chaîne sur le pignon sélectionné. Il comporte aussi un système de tension de chaîne, chargé d'adapter sa longueur au diamètre du pignon choisi. Le dérailleur avant se charge de faire changer la chaîne de plateau pour adopter le braquet le plus adapté. 

## Étymologie
Le mot dérailleur tel qu’utilisé dans l’univers du cyclisme provient du français « taquet dérailleur » qui désignait un dispositif permettant de faire dérailler un train accédant sur une voie afin de la protéger contre une intrusion non désirée d’un train. Le mot dérailleur apparaît en 1927 pour désigner le dispositif permettant de changer de pignon sur un vélo.

## Types de dérailleur
On trouve aujourd'hui une variété relativement importante de dérailleurs, qui dépendent essentiellement du type d'utilisation et de la gamme de prix. Trois principaux fabricants se partagent aujourd'hui l’essentiel du marché :
- Shimano (Japon) ;
- Sram (États-Unis) ;
- Campagnolo (Italie), essentiellement pour des vélos de course/route.

De manière générale, les types de dérailleurs se divisent en deux grandes catégories : VTT ou Route.
En effet, les dérailleurs de VTT diffèrent largement des dérailleurs de course/route de par les différences en termes de rapports de vitesses (plus petits en VTT) et de maintien de la chaîne (assuré par les ressorts du dérailleur) notamment.
Ces différences sont les plus notables au niveau du dérailleur arrière, dont la longueur de la chape (pièce portant les deux galets) est dépendante de la taille du plus grand pignon de la cassette. En VTT, le pignon peut atteindre 52 dents tandis que sur un vélo de route, on dépasse rarement les 34 dents. 
Le dérailleur du VTT doit donc agir en tant que « réserve » de longueur de chaîne, mission assurée par la chape, généralement plus longue que sur un vélo de route.
Cela s'explique aussi par le fait que la longueur de chaîne « utile » nécessaire varie beaucoup entre les rapports extrêmes en VTT (de plus en plus vrai avec les transmissions monoplateau) tandis que cette variation est plus contenue sur la route.

## Utilisation
Il est généralement commandé par câble et s'actionne à partir de la commande de vitesse, située en général sur le guidon. 
Si la plupart des dérailleurs offrent toujours l’option de changer de vitesse en mode friction, les dérailleurs indexés ou à commande automatique sont les plus courants. L'indexation de la transmission dépend en effet plutôt du type de manettes de vitesses utilisé que du dérailleur lui-même. 
Le nombre théorique des vitesses d’un vélo est le produit du nombre de plateaux du pédalier par le nombre de pignons du moyeu arrière. Par exemple, on considère qu'un vélo de 3 plateaux et 7 pignons dispose de 21 vitesses. Il s’agit en fait de vitesses théoriques. En effet, il est plus avantageux de ne pas croiser la chaîne, c’est-à-dire de la tordre entre un pignon de gauche et un plateau de droite, et réciproquement. Ainsi, le respect de la ligne de chaîne limite les frottements qui dissipent de l'énergie et usent prématurément la chaîne. 
On peut obtenir des rapports très voisins selon les combinaisons de plateaux et de pignons.

## Histoire
(14 août 2022).
- En 1869, un prototype de transmission par « dérailleur » est présenté au Salon du vélocipède de Paris.
- En 1890, pour changer de vitesse, les coureurs doivent retourner la roue arrière de leur vélo afin d'utiliser un deuxième pignon (technique du « changement de vitesses par rétropédalage », qui sera rapidement abandonnée à cause de la complexité de sa mise en œuvre).
- En 1895, Jean Loubeyre conçoit le « Polycelere », le premier vrai dérailleur, inscrit au catalogue de la Compagnie Générale des Cycles.
- En 1897, apparition de la roue libre.
- En 1904, Vincent Piereschi est distingué par le jury de l'Exposition Internationale de Toulon (médaille d'or et félicitations) pour sa contribution à l'amélioration du dérailleur. Alors que les modèles de l'époque pesaient de 2 à 4 kg, il propose un nouveau système qui ne dépasse pas les 400 g. Son modèle ne sera pas commercialisé, Henri Desgrange étant opposé à tout progrès en ce sens.
- En 1908, l'arrivée sur le marché des premiers modèles, à savoir : le Perret, le Hervier, le Prével d'Arlay, le Boizot[4].
- En 1912, alors que le Tour de France franchit les cols des Alpes pour la première fois, un coureur, le Stéphanois Joanny Panel, expérimente sur son vélo « Le Chemineau » un changement de vitesse par dérailleur. Il est ensuite interdit en compétition par Henri Desgrange, organisateur du Tour, mais adopté dans le cercle cyclotouriste de Vélocio.
- En 1924, un autre Stéphanois, Albert Raimond, lance le Cyclo à transmission hélicoïdale, premier dérailleur produit en grande série[5].
- En 1928, le Dijonnais Lucien Juy crée le dérailleur Simplex à galet[6].
- En 1930, Campagnolo invente le dérailleur à baguette, qu’il commercialise en 1933.
- En 1935, Lucien Juy commercialise le Super Simplex, le premier système à parallélogramme articulé[7].
- En 1937, l’usage du dérailleur est autorisé pour le Tour de France. Le seul modèle approuvé alors est le « Super-Champion » de l’ancien coureur cycliste Oscar Egg.
- En 1946, le dérailleur « avant » fait son apparition dans les compétitions cyclistes.
- En 1956, le japonais Shozabaro Shimano produit son premier dérailleur. Il s’agit en fait d’une copie du dérailleur Simplex de 1950.
- En 1964, le japonais Nobuo Ozaki, chef de développement des produits chez Maeda (Suntour), invente le dérailleur à parallélogramme penché (son brevet expire en 1984)[8].
- À partir de 1985, Shimano diffuse mondialement son système intégré (fourniture aux constructeurs d'ensembles mécaniques complets : pédaliers, roulements, pignons, jeux de direction, freins…). Les années 1990 voient la disparition de nombreux fabricants nationaux : Favorit (Tchécoslovaquie), Fichtel & Sachs (Allemagne), Galli (Italie), Gipiemme (Italie), Huret (France), Simplex (France), Sturmey-Archer (Royaume-Uni), Zeus (Espagne)[9]… Le marché est actuellement dominé par Shimano, Campagnolo et SRAM.
- En 1992, Mavic introduit le dérailleur arrière à commande électrique (le ZMS pour Zap Mavic System) qui équipe sur le Tour de France les équipes ONCE et RMO[10].
- En 2009, Shimano diffuse des dérailleurs avant et arrière à commande électrique, Di2.
- En 2011, Campagnolo dote également ses dérailleurs à 11 vitesses d'une commande électrique, EPS.
- En 2014, Sram développe son groupe Red d'un système de commande électrique sans fil, ETap.
- En 2018, Campagnolo met sur le marché le premier groupe à 12 vitesses pour vélo de route.
- En 2018, Rotor développe un groupe à commande hydraulique à 13 vitesses pour VTT.